# Beneamane (Aiún el Atrús)
Beneamane es una comuna o municipio del departamento de Aiún el Atrús, en la región de Hodh el Gharbi, en Mauritania. En marzo de 2013 presentaba una población censada de 3045 habitantes.
Se encuentra ubicada al sur del país, sobre el desierto del Sahara, cerca de la frontera con Malí.